# Juliane Rebentisch
Juliane Rebentisch (* 1970 in Bonn) ist eine deutsche Philosophin und seit 2024 Professorin für Philosophie an der HFBK Hamburg, zuvor Hochschule für Gestaltung Offenbach am Main, dort auch Vizepräsidentin von 2014 bis 2020.

## Leben
Rebentisch studierte Philosophie und Germanistik an der Freien Universität Berlin. 2002 wurde sie mit einer Dissertation zum Thema Ästhetik der Installation. Theatralität, Intermedialität, Ortsspezifik an der Universität Potsdam promoviert. Die Habilitation erfolgte 2010 an der Johann Wolfgang Goethe-Universität in Frankfurt am Main mit der Arbeit Freiheit, Gleichheit, Unbestimmtheit. Das ethisch-politische Recht des Ästhetischen („venia legendi“ für das Fach Philosophie). Von 2002 bis 2003 war Rebentisch wissenschaftliche Mitarbeiterin an der Europa-Universität Viadrina in Frankfurt an der Oder, von 2003 bis 2009 in einem philosophischen Teilprojekt des DFG-Sonderforschungsbereichs „Ästhetische Erfahrung im Zeichen der Entgrenzung der Künste“ (FU Berlin/Universität Potsdam). 2008 war Rebentisch Theodor Heuss-Lecturer an der New School for Social Research in New York. Von 2009 bis 2011 war sie wissenschaftliche Mitarbeiterin im Teilprojekt „Normativität und Freiheit“ des Exzellenzclusters „Die Herausbildung normativer Ordnungen“ an der Goethe-Universität in Frankfurt am Main. Seit dem Wintersemester 2011 war sie Professorin für Philosophie und Ästhetik an der Hochschule für Gestaltung Offenbach am Main, wo sie von 2014 bis 2020 auch als Vizepräsidentin tätig war.
Juliane Rebentisch ist seit 2014 Mitglied des Kollegiums am Frankfurter Institut für Sozialforschung und war von 2011 bis 2021 Mitherausgeberin von WestEnd. Neue Zeitschrift für Sozialforschung (zusammen mit Sidonia Blättler, Axel Honneth, Ferdinand Sutterlüty). Sie war von 1999 bis 2021 Mitglied des Beirats der Zeitschrift Texte zur Kunst und ist seit 2013 Mitglied des wissenschaftlichen Beirats der Zeitschrift für philosophische Literatur. Darüber hinaus ist Rebentisch Mitglied im Programmbeirat der vom Institut für Sozialforschung organisierten Vortragsreihe zum alle zwei Jahre stattfindenden interdisziplinären Festival „Frankfurter Positionen“ sowie Mitveranstalterin der „Theoriekantine“ (zusammen mit Maria Muhle, Ludger Schwarte, Dirk Setton). Die „Theoriekantine“ ist ein offenes Diskursformat, das in unregelmäßigen Abständen in der „Vierten Welt“ in Berlin-Kreuzberg stattfindet.
Von 2015 bis 2018 bekleidete Juliane Rebentisch das Amt der Präsidentin der Deutschen Gesellschaft für Ästhetik.
Von 2014 bis 2024 war sie Mitglied des Kollegiums am Frankfurter Institut für Sozialforschung, dem sie nun als Permanent Fellow assoziiert ist. Seit 2019 ist sie überdies Regular Visiting Professor am German Department der Princeton University.
Rebentisch war mit dem Poptheoretiker Diedrich Diederichsen verheiratet.

## Forschungsschwerpunkte
Rebentischs Forschungsschwerpunkte liegen im Bereich der Ästhetik (unter anderen Theorien ästhetischer Erfahrung; Ästhetik der Moderne, Gegenwartskunst, Entgrenzung der Kunst und der Künste, Ästhetisierung der Lebenswelt, Kulturindustrie), der Ethik (unter anderen Ironie, Liebe, Selbstbestimmung, Willensschwäche) und der politischen Philosophie (unter anderen Freiheit, Demokratie, Masse und Multitude, Mittelmaß, Formen politischer Repräsentation).
Von 2015 bis 2018 leitete Juliane Rebentisch – zusammen mit Felix Trautmann – das Forschungsprojekt Paradoxien der Gleichheit. Die Demokratie und ihre Kulturindustrie, das im Rahmen des von der Volkswagenstiftung finanzierten und am Frankfurter Institut für Sozialforschung durchgeführten Verbundprojekts Verhandlungsformen normativer Paradoxien.

## Auszeichnungen und Nominierungen
- 2017: Lessing-Preis der Freien und Hansestadt Hamburg[7]
- 2022: Nominierung für den Preis der Leipziger Buchmesse in der Sparte Sachbuch für Der Streit um Pluralität[8]

## Mitgliedschaften
(Quelle: )
- seit 2023 Mitglied des wissenschaftlichen Beirats der Junius-Einführungsreihe
- seit 2020 Mitglied des wissenschaftlichen Beirats der von Emmanuel Alloa herausgegebenen Buchreihe Contemporary Perspectives in European Philosophy/Zeitgenössische Perspektiven europäischer Philosophie bei Fink
- seit 2017 Mitglied des wissenschaftlichen Beirats der Zeitschrift für Ästhetik und Allgemeine Kunstwissenschaft
- seit 2013 Mitglied des wissenschaftlichen Beirats der Zeitschrift für philosophische Literatur
- von 2011 bis 2021 Mitherausgeberin von WestEnd. Neue Zeitschrift für Sozialforschung (zus. mit Sidonia Blättler, Axel Honneth, Ferdinand Sutterlüty)
- von 1999 bis 2021 Mitglied des Beirats von Texte zur Kunst

## Schriften (Auswahl)

### Monographien
- Ästhetik der Installation. Suhrkamp, Frankfurt am Main 2003, 6. Auflage 2014, ISBN 978-3-518-12318-8.
- Die Kunst der Freiheit. Zur Dialektik demokratischer Existenz. Suhrkamp, Berlin 2012, 2. Auflage 2014, ISBN 978-3-518-29613-4.
- Theorien der Gegenwartskunst zur Einführung. Junius, Hamburg 2013, 4. Auflage 2015, ISBN 978-3-88506-697-2.
- zusammen mit Heiner Blum: Zweite Welt. Henrich Editionen, Frankfurt am Main 2016, ISBN 978-3-943407-62-4.
- Der Streit um Pluralität. Auseinandersetzungen mit Hannah Arendt. Suhrkamp, Berlin 2022, ISBN 978-3-518-58781-2.

### Herausgeberschaften
- Albrecht Wellmer, Sprachphilosophie. Eine Vorlesung. Zusammen mit Thomas Hoffmann, Ruth Sonderegger. Suhrkamp, Frankfurt am Main 2004
- Golden Years. Materialien und Positionen zur queeren Subkultur und Avantgarde zwischen 1959 und 1974. Zusammen mit Diedrich Diederichsen, Christine Frisinghelli, Christoph Gurk, Matthias Haase, Martin Saar, Ruth Sonderegger. Camera Austria, Graz 2006
- Kunst – Fortschritt – Geschichte. Zusammen mit Christoph Menke. Kadmos, Berlin 2006
- Axel Honneth: Gerechtigkeit und Gesellschaft. Potsdamer Seminar. Zusammen mit Christoph Menke. BWV, Berlin 2008
- Schwerpunkt: „Willensschwäche – Epistemologie und Politik irrationalen Handelns.“ Zusammen mit Dirk Setton, in: Deutsche Zeitschrift für Philosophie 57/1 (2009), 13–117
- Judith Butler, Krieg und Affekt, hg. und übers. von Judith Mohrmann, Juliane Rebentisch, Eva von Redecker, Berlin: diaphanes 2009
- Kreation und Depression. Freiheit im gegenwärtigen Kapitalismus, hg. Christoph Menke, Juliane Rebentisch, Berlin: Kadmos 2010, Sonderedition 2012
- Willkür. Freiheit und Gesetz II, hg. Juliane Rebentisch, Dirk Setton, Berlin: August 2011
- Juzgar el arte contemporáneo. Simposio internacional/Judging Contemporary Art. International Symposium, hg. Juliane Rebentisch, Pamplona: Cátedra Jorge Oteiza/Fundació Mapfre 2012
- Schwerpunkt: „Alexis de Tocqueville und die Paradoxien der Gleichheit“, hg. Axel Honneth, Judith Mohrmann, Juliane Rebentisch, Felix Trautmann, in: WestEnd. Neue Zeitschrift für Sozialforschung (1/2017), S. 71–154.
- Denken und Disziplin. Workshop der Deutschen Gesellschaft für Ästhetik (2017), hg. Juliane Rebentisch, www.dgae.de/kongresse/das-ist-aesthetik/
- Negativität. Kunst, Recht, Politik, hg. Thomas Khurana, Dirk Quadflied, Francesca Raimondi, Juliane Rebentisch, Dirk Setton, Berlin: Suhrkamp 2018.
- Schwerpunkt: „Pornographie. (Un-)Sittlichkeit und Geschlecht“, hg. Juliane Rebentisch, Kerstin Stakemeier, in: WestEnd. Neue Zeitschrift für Sozialforschung (2/2021), S. 75–140.